# The Wandering Earth
The Wandering Earth (流浪地球S, Liúlàng DìqiúP) è un film del 2019 diretto da Frant Gwo.

## Trama
La trasformazione del sole in una gigante rossa costringe tutti i governi della Terra a unirsi per realizzare un progetto che possa salvare il pianeta e il genere umano. Al progetto viene dato il nome Wandering Earth e consiste nella realizzazione di diecimila motori a fusione nucleare capaci di bloccare la rivoluzione terrestre attorno al sole e spingere il pianeta fuori dal sistema solare. La manovra riesce al costo preannunciato di miliardi di vite umane, perché gli tsunami causati dall'interruzione della rotazione si abbattono sulle coste ancora abitate. La Terra riesce a uscire dalla sua orbita iniziando il suo viaggio, ma il pianeta viene avvolto dal gelo a causa dell'allontanamento dal Sole e la popolazione superstite trova alloggio in migliaia di città sotterranee appositamente costruite.
In prossimità di Giove è previsto che la Terra acceleri ulteriormente sfruttando la fionda gravitazionale dell'enorme pianeta, tuttavia qualcosa va storto e, a causa di un picco gravitazionale, sulla Terra avvengono terremoti devastanti che danneggiano le città sotterranee e i motori di spinta. Venendo a mancare buona parte della spinta fornita dai motori, la Terra subisce ancor di più l'attrazione gioviana e anziché orbitare attorno al gigante gassoso per sfruttarne la gravità è destinata a collidere con esso.
Diverse squadre di operai della manutenzione escono sulla superficie ghiacciata per provare a riavviare i motori in tutto il mondo, sperando di poter fornire in questo modo la spinta necessaria a fuggire dalla gravità di Giove. Nonostante le riattivazioni la spinta sembra essere insufficiente, perché la Terra si è avvicinata troppo pericolosamente al limite di Roche, inoltre Giove ha già iniziato a risucchiare l'atmosfera terrestre. Quando tutto sembra perduto, una delle squadre cinesi prova ad utilizzare il motore a fusione e il "canale di atmosfera" che si è creato tra la Terra e Giove per incendiare il gigante gassoso, provocando un'onda d'urto capace di spingere la Terra fuori dalla gravità gioviana.

## Produzione
Il budget per il film è stato di circa 350 milioni di Yuan (circa 50 milioni di dollari americani), le riprese sono iniziate il 26 maggio 2017 e sono terminate il 27 settembre.

## Distribuzione
Il film è uscito nelle sale cinesi il 5 febbraio 2019. Il 20 dello stesso mese è stato annunciato che la piattaforma digitale Netflix avrebbe curato la distribuzione internazionale. Il film è stato reso disponibile per gli abbonati al servizio il 6 maggio.

## Accoglienza
Con oltre 700 milioni di dollari incassati è il film di produzione non statunitense con maggiori incassi nella storia del cinema mondiale, dopo la pellicola del 2017 Wolf Warrior 2.